# Yalvaç
Yalvaç est un chef-lieu de district de la province d'Isparta dans la 	région méditerranéenne de Turquie.

## Géographie
La ville est a une altitude de 1 100 m. Le district a une superficie d'environ 1 415 km2 avec une densité de population d'environ 72 hab/km2.
| Année | District | Ville  |
| ----- | -------- | ------ |
| 1990  | 85 053   | 28 028 |
| 1997  |          | 34 802 |
| 2000  | 101 628  | 35 316 |
| 2007  |          | 20 853 |
| 2009  |          | 17 736 |
| 2011  |          | 20 297 |
| 2019  |          | 22 186 |

Depuis les années 2000, la région est en train de se dépeupler. Cette baisse de la population est due à l'exode rural vers les grandes villes mais aussi vers l'étranger. Hormis la ville d'Isparta, Yalvaç est la plus grande ville de la province.

## Histoire
La région possède de nombreux tumuli qui attestent de la présence humaine depuis les premiers âges de l'humanité.
Dès le IIe millénaire av. J.-C., l'Anatolie est témoin de la présence assyrienne, hittite, Lydienne et perse. En 334 av. J.-C., Alexandre le Grand conquiert l'Anatolie.
En 280 av. J.-C., le séleucide Antiochos Ier fonde la ville d’Antioche de Pisidie dont les ruines sont au nord de l'agglomération actuelle. En 19 av. J.-C., elle devient une colonie romaine sous le nom de Colonia Caesarea, c'est alors la capitale de la province romaine de Pisidie.
Les Actes des Apôtres nous apprennent que Paul de Tarse et Barnabé se sont rendus deux fois à Antioche en 46 apr. J.-C., mais qu'à leur première visite ils ont été chassés par les Juifs fort nombreux dans cette ville. Antioche fut l'une des premières villes d'Anatolie à adopter le christianisme.
En 713, lors d'une campagne de conquête dirigée par le calife omeyyade Al-Walid ben Abd al-Malik, la ville fut rasée.
La première tribu oghouze qui s'installe dans la région s'appelait Yalvaç, c'est elle qui donne son nom à la ville.
Après la disparition du sultanat seldjoukide Roum, l'Anatolie est partagée entre diverses principautés. Yalvaç passe alors sous la contrôle des Hamidides dont la capitale est Eğirdir. Au début du XVe siècle, les Ottomans annexent Yalvaç à leurs domaines.
C'est avec la république Turque que Yalvaç devient un district de la province d'Isparta.

## Monuments et sites
La cité d'Antioche de Pisidie
Le temple du dieu Mên
À environ 4 km au sud est de la cité d'Antioche, au sommet d'une montagne dans une pinède, se trouve le temple du dieu Mên divinité lunaire locale.

### Dans l'agglomération
Le musée de Yalvaç
Le musée présente des œuvres provenant des fouilles d'Antioche, mais aussi une section ethnographique,.
Ancien hammam
L'ancien hammam (Eski hamam) est l'une des curiosites de Yalvaç. Il est conçu selon la tradition ottomane.
Mosquée de Devlethan
La mosquée de Devlethan (Devlethan Camii) est au nom de Devlethan, frère du sultan de Roum Kılıç Arslan II. Elle a été construite au XIVe siècle et a été restaurée à plusieurs reprises.

### Dans le district
L'île de Limenia
L'île de Limenia (Limenia Adası) se situe dans la partie septentrionale du lac d'Eğirdir (Eğirdir Gölü) appelée « lac Hoyran » (Hoyran Gölü) à 25 km à l'ouest de Yalvaç. Des hypogées sont creusées dans ses pentes. L'île est entourée de murs et a abrité un temple d'Artémis puis un monastère dédié à Marie .
Hypogées
Sur les rives du lacs on peut voir des hypogées de tailles variées. Cette pratique remonte à la période d'Urartu. Les tombes qui ont un fronton orné sont d'origine phrygienne. Certaines de ces tombes ont été utilisées comme église pendant la période Byzantine.